# Floriant et Florete

Floriant et Florete est un roman arthurien du dernier tiers du XIIIe siècle qui raconte les aventures du fils du roi de Sicile, élevé par la fée Morgane, et de sa femme, fille de l’empereur byzantin.
S’inspirant de Chrétien de Troyes dont il recopie de nombreux vers, l’auteur, anonyme, s’en démarque par un dénouement inédit en forme d’apothéose.
Il en existe une version mise en prose à la fin du XVe siècle.

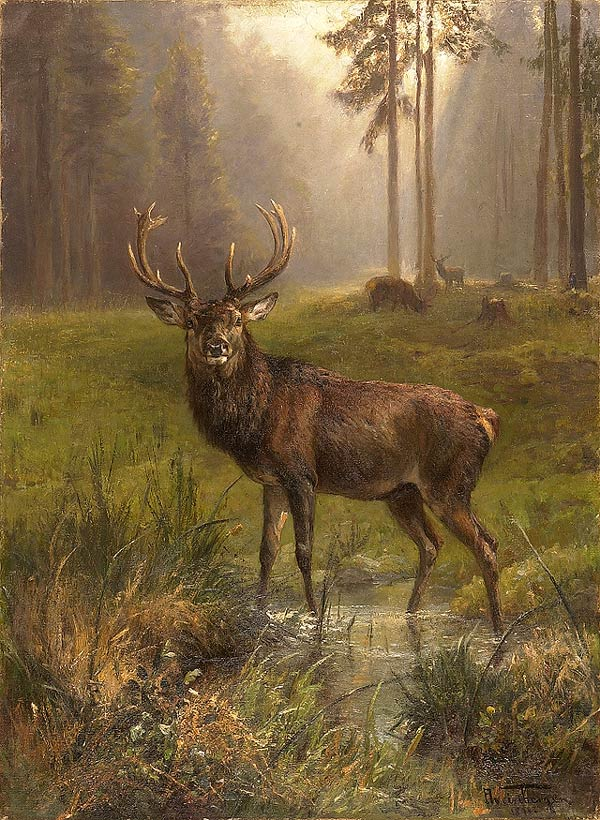
Le cerf conduit deux rois à leur destin.

## Histoire
En Sicile, le roi Elyadus est tué par le sénéchal Maragot. La reine, enceinte, s’enfuit et accouche dans une forêt. Morgane enlève l’enfant, l’emmène à Mongibel et lui donne le nom de Floriant. Le sénéchal est élu roi et assiège Monreale, où la reine a trouvé refuge.

### Li Chevaliers qui la nef maine
Floriant est élevé à Mongibel pendant une quinzaine d’années, dans l’ignorance de ses origines exactes, puis Morgane lui offre une nef et l’envoie chez Arthur. En route, il affronte chevaliers, géants et monstres, délivre jeunes filles et chevaliers, et sa renommée le précède à la cour du roi Arthur où il se fait connaître sous le nom de « Chevaliers qui la nef maine ». Le roi organise un tournoi afin de rencontrer Floriant qui s’y illustre par ses prouesses. Arrive une messagère de Morgane qui remet à Floriant une lettre dans laquelle lui sont révélés le nom de son père et la situation de sa mère. Arthur rassemble une armée, et ils partent à Monreale afin de délivrer la reine.

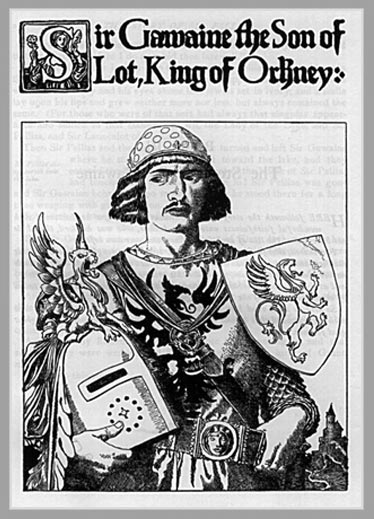
Gauvain

De son côté, le sénéchal appelle à son secours l’empereur de Constantinople qui prend la tête d’une gigantesque flotte, emmenant avec lui sa fille Florete.
Les combats commencent dès l’arrivée de l’armée bretonne, quand Floriant et Florete s’aperçoivent et tombent amoureux. La nuit interrompt ensuite les affrontements.
Pendant la nuit, l’empereur byzantin se replie à Palerme, laissant libre Monreale, tandis que Florete et Floriant désespèrent l’un de l’autre. Le lendemain, Floriant retrouve sa mère, et l’armée d’Arthur se met en route pour Palerme. Les combats reprennent, mais, Floriant, apercevant de nouveau Florete qui observait la bataille, s’évanouit, et il est transporté dans la tente de Gauvain. Voyant cela, Florete s’évanouit à son tour.
Veillant sur son amie Florette, Blanchandine envoie prendre des nouvelles de Floriant. Un rendez-vous est organisé la nuit suivante dans Palerme même, où Gauvain rencontre quant à lui Blanchandine. Mais les amants sont découverts et ils s’enfuient du côté breton.
Du côté byzantin, on tient conseil, et l’empereur et le roi Jérémie, père de Blanchandine, décident de rencontrer Arthur. Lors de cette rencontre, Floriant, accusant Maragot de trahison, demande un duel pour terminer le conflit. Le duel a lieu le lendemain et Maragot est vaincu. L’empereur et le roi Jérémie donnent leurs filles en mariage à Floriant et Gauvain, tandis que Maragot est exécuté.
Ayant délivré sa mère et vengé son père, Floriant devient roi de Sicile et épouse Florete. Quelque temps plus tard, Arthur et l’empereur rentrent dans leur domaine respectif et c’est une période de trois années de paix et de divertissements qui commence pour Floriant.

### La recreantise
Florete et Floriant ont un enfant, qu’ils appellent Froart, et ils vivent heureux, dans un parfait amour. Floriant se divertit à la chasse et préfère maintenant aux champs de bataille les plaisirs amoureux avec la gracieuse Florete. Un jour, cependant, alors qu’il traverse Palerme, il entend qu’une vieille femme se moque de lui, qui est, dit-elle, soumis tout entier aux désirs de la reine au point de ne plus accomplir aucune prouesse.
Ce reproche, c’est celui de la « recreantise », lâche oisiveté du chevalier amoureux qui manque à ses devoirs et vit auprès de sa dame.
Blessé, Floriant annonce à Florete qu’il part de nouveau en Bretagne voir de quoi il est encore capable. Florete refuse de le laisser partir sans elle, et menace de se tuer. Ils se mettent donc tous deux en route, accompagnés d’abord de chevaliers, puis poursuivent leur voyages seuls, sous les noms de Beau Sauvage et Plaisante de l’Île.

## Réception
Comme il n’existe qu’un seul manuscrit connu de cette œuvre, qu’il ne semble pas y avoir d’indices de l’existence de manuscrits perdus et qu’aucun autre texte ne contient d’allusion à ce roman, celui-ci ne semble pas avoir connu une fortune littéraire considérable.
Il existe en revanche deux manuscrits de la version en prose, ce qui laisserait supposer une diffusion plus large.
Par la suite, au XIXe siècle et jusqu’au XXe siècle, ce roman est resté peu connu et a été considéré, à l’instar d’autres romans arthuriens inspirés de Chrétien de Troyes, comme une copie, c’est-à-dire comme une œuvre sans originalité, composée essentiellement d’emprunts.
Des éditeurs plus récents se sont au contraire attachés à montrer l’intérêt littéraire de Floriant et Florete : le roman possède selon eux une structure stricte et très élaborée, il peut être lu comme un jeu de variations sur des thèmes convenus qu’il recombine en introduisant des modifications significatives, et il présente une fin originale qui lui donne un caractère propre.

## Manuscrit
Le texte n’est connu que par un seul manuscrit conservé à la Public Library de New York.

## Éditions
La version en vers de ce roman a fait l’objet de trois éditions. La première, de Francisque Michel en 1873, n’est pas considérée comme très fiable : elle comporte quelques coquilles et omissions, et ne répond pas aux critères scientifiques actuels. L’édition de Harry F. Williams est jugée plus sûre.
- Floriant et Florete: A Metrical Romance of the Fourteenth Century, Edited from a Unique Manuscript at Newbattle Abbey, éd. Francisque Michel, Edinburgh, Roxburghe Club, 1873 (voir sur Wikisource)
- Floriant et Florete, éd. Harry F. Williams, Oxford University Press, 1947
- Floriant et Florete, éd. bilingue établie, trad., présentée et annotée par Annie Combes et Richard Trachsler, Paris : H. Champion, 2003